# Chrono Gatineau
La Chrono Gatineau es una contrarreloj individual femenina que se disputa en la ciudad de Gatineau y sus alrededores en el estado de Quebec en Canadá.
La carrera fue creada en el año 2010 como competencia de categoría 1.2 y desde 2011 pasó a ser una carrera de categoría 1.1 del calendario internacional femenino de la UCI.
La carrera se disputa un día después del Gran Premio Ciclista de Gatineau.

## Palmarés
| Año  | Ganador          | Segundo            | Tercero          |           |
| ---- | ---------------- | ------------------ | ---------------- | --------- |
| 2010 | Evelyn Stevens   | Linda Villumsen    | Alison Tetrick   |           |
| 2011 | Clara Hughes     | Amber Neben        | Jeannie Longo    |           |
| 2012 | Clara Hughes     | Evelyn Stevens     | Amber Neben      |           |
| 2013 | Carmen Small     | Joëlle Numainville | Chantal Blaak    |           |
| 2014 | Tayler Wiles     | Leah Kirchmann     | Jasmin Duehring  |           |
| 2015 | Carmen Small     | Karol-Ann Canuel   | Tayler Wiles     |           |
| 2016 | Amber Neben      | Tara Whitten       | Karol-Ann Canuel |           |
| 2017 | Lauren Stephens  | Karol-Ann Canuel   | Amber Neben      |           |
| 2018 | Amber Neben      | Karol-Ann Canuel   | Tayler Wiles     |           |
| 2019 | Amber Neben      | Leah Kirchmann     | Tayler Wiles     |           |
| 2020 | cancelada        | cancelada          | cancelada        | cancelada |
| 2021 | cancelada        | cancelada          | cancelada        | cancelada |
| 2022 | cancelada        | cancelada          | cancelada        | cancelada |
| 2023 | Anna Kiesenhofer | Amber Neben        | Emily Ehrlich    |           |
| 2024 | Franziska Brauße | Nadia Gontova      | Marta Jaskulska  |           |
| 2025 |                  |                    |                  |           |

## Palmarés por países
| País           | Victorias |
| -------------- | --------- |
| Estados Unidos | 8         |
| Canadá         | 2         |
| Austria        | 1         |
| Alemania       | 1         |